# CryoSat-1
CryoSat-1 var en europeisk (ESA) forskningssatellit
som förlorades i en misslyckad uppskjutning 2005. Den skulle ha använts som en del av CryoSat-programmet för att studera jordens polarisar.
Rymdfarkosten CryoSat var avsedd att arbeta i låg omloppsbana i tre år. Den hade en massa på 750 kg. Dess primära instrument, Synthetic Aperture Interferometric Radar Altimeter (SIRAL), skulle ha använt radarhöjdmätare för att bestämma och övervaka rymdskeppets höjd, för att mäta isens tjocklek och för radaravbildning av polarisarna. Ett andra instrument, DORIS, skulle ha använts för att exakt beräkna rymdskeppets bana.
CryoSat skulle ha arbetat i låg omloppsbana under tre år.
CryoSat sköts upp från Plesetsks kosmodrom kl 15:02:00 UTC den 8 oktober 2005. Uppskjutningen påbörjades av en Eurockotraket, med hjälp av en Rokot bärraket med en Briz-KM-raket i det andra steget. Kommandot att stänga av raketens andra etappmotor utfördes inte av kontrollsystemet och följaktligen brann allt bränsle upp. Detta förhindrade det andra steget från att skilja sig från Briz-KM, och som ett resultat av detta kunde raketen inte nå sin omloppsbana. Den återinfördes över Norra ishavet, norr om Grönland. 
En ersättningssatellit, CryoSat-2, sköts framgångsrikt upp under 2010.